# Don't Leave Me Lonely
Don't Leave Me Lonely è un brano musicale rock scritto da Bryan Adams, Jim Vallance e Eric Carr nel giugno del 1982.
La canzone è stata inserita nell'album Cuts Like a Knife.

## Storia
L'origine della canzone risale al 1981 o 1982, quando Adams stava lavorando con la band al materiale per i Kiss per il loro album Killers. Adams e Carr iniziarono a lavorare alla canzone, per la quale Carr scrisse la musica e il testo del ritornello prima che Adams si trasferisse in Canada e finisse la canzone con Vallance.
Carr ha fatto una demo della canzone per una possibile inclusione nell'album dei Kiss del 1982 Creatures of the Night, ma la canzone non è arrivata nell'album perché non si adattava al resto del materiale. Una versione strumentale della registrazione di Carr è stata pubblicata nel cofanetto Creatures of the Night 40th Anniversary nel novembre 2022.
Adams nel maggio 2022 ha ri-registrato il brano presso la Royal Albert Hall di Londra, il 3 febbraio 2023 in occasione del quarantesimo anniversario dell'album Cuts Like a Knife, ha pubblicato la nuova versione del brano inserita nell'album Cuts Like A Knife – 40th Anniversary, Live From The Royal Albert Hall.

## Formazione
- Bryan Adams: Voce, Chitarra ritmica, Cori
- Keith Scott: Chitarra ritmica, Chitarra solista
- Mickey Curry: Batteria
- Dave Taylor: Basso
- Tommy Mandel: Tastiere
- Lou Gramm: Cori